# Woroniec (Radzyń Podlaski)
Pour les articles homonymes, voir Woroniec.
Woroniec (prononciation [vɔˈrɔɲet͡s]) est un village de la gmina de Komarówka Podlaska du powiat de Radzyń Podlaski dans la voïvodie de Lublin, situé dans l'est de la Pologne.
Il se situe à environ 6 kilomètres à l'est de Komarówka Podlaska (siège de la gmina), 28 kilomètres à l'est de Radzyń Podlaski (siège du powiat) et 70 kilomètres au nord-est de Lublin (capitale de la voïvodie).
Le village comptait approximativement une population de 158 habitants en 2006.

## Histoire
De 1975 à 1998, le village est attaché administrativement à la voïvodie de Biała Podlaska.

Depuis 1999, il fait partie de la nouvelle voïvodie de Lublin.